# Phiếu quà tặng

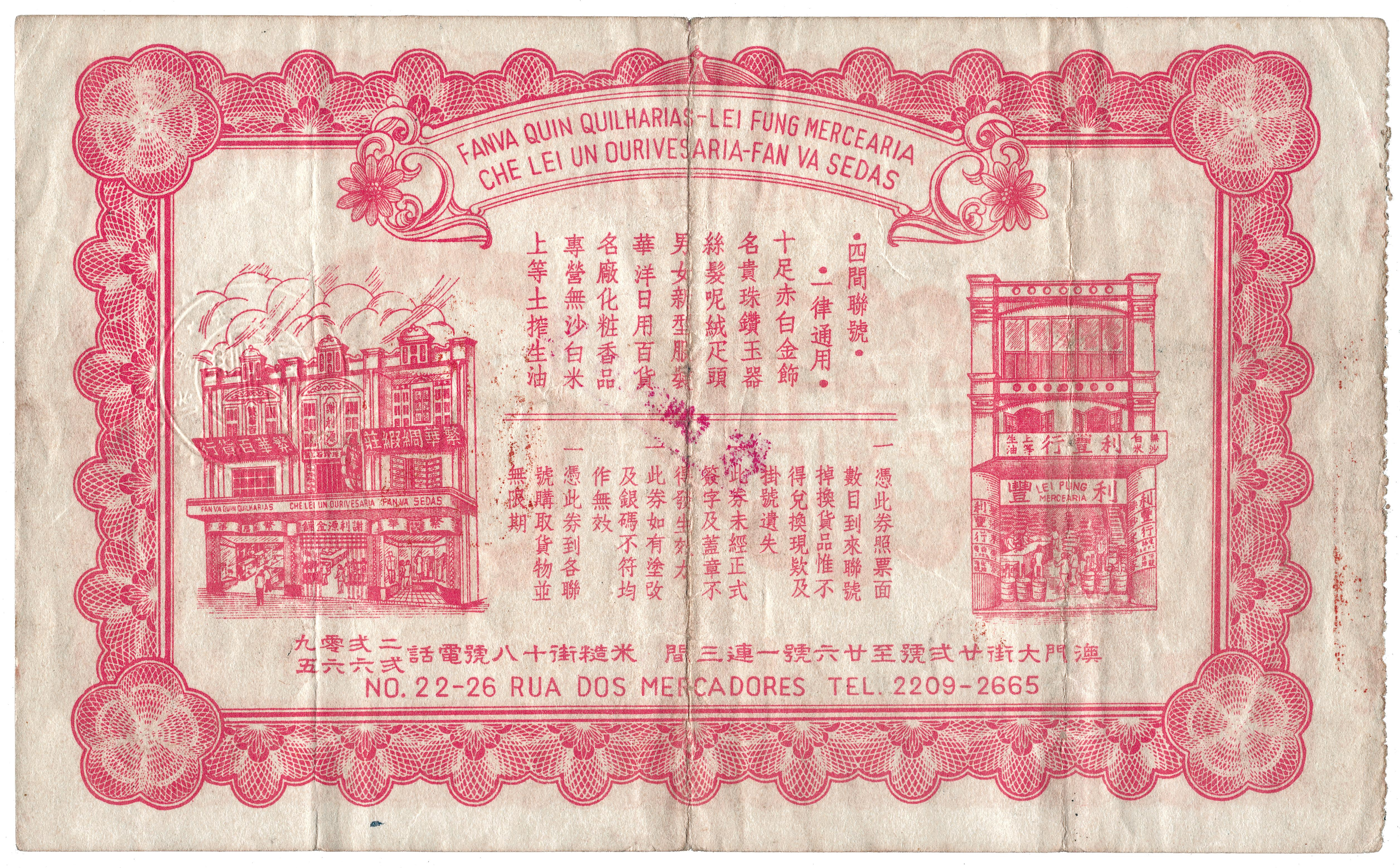
Một mẫu phiếu quà tặng ở Macao

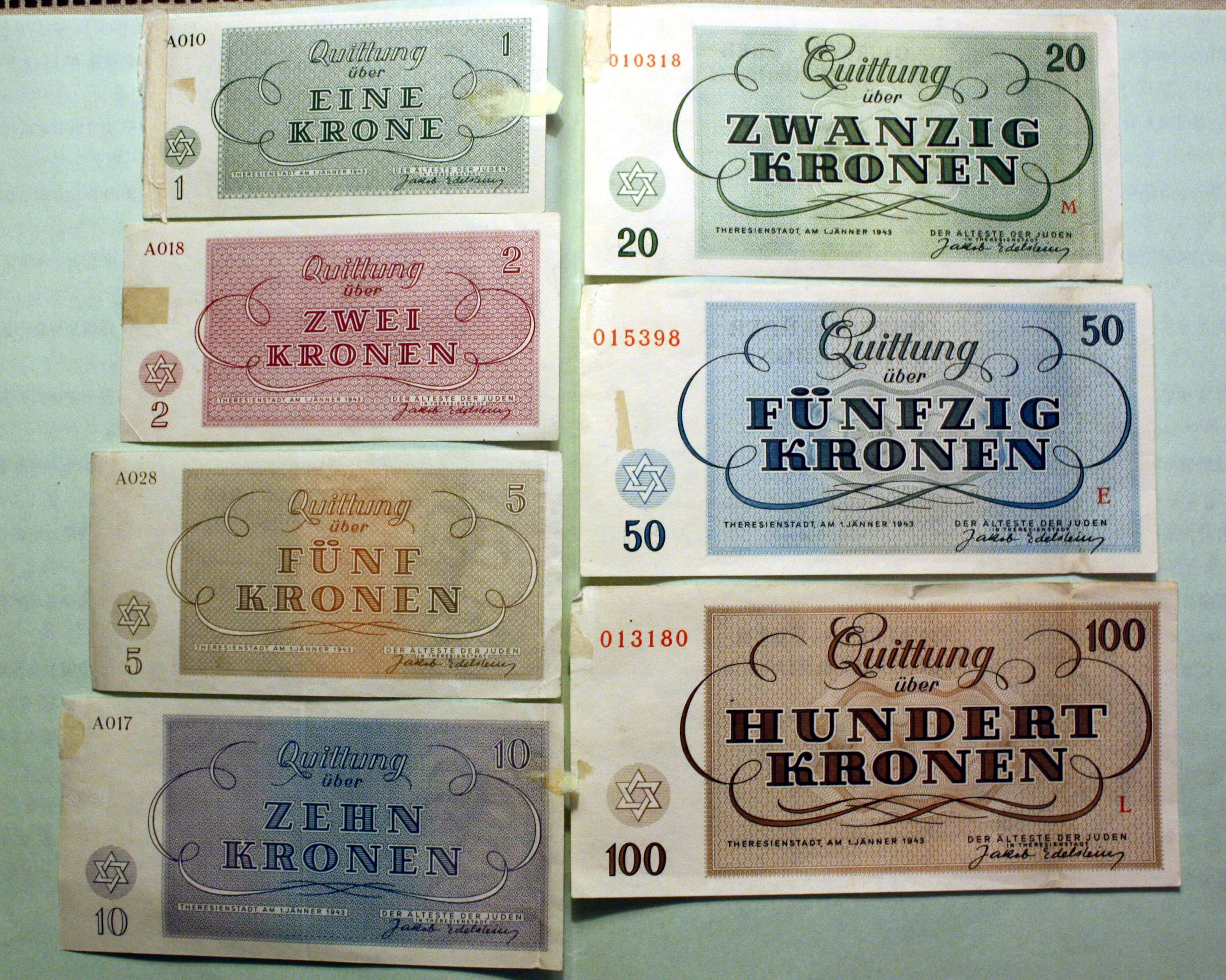
Một bộ sưu tập phiếu quà tặng ở Đức

Phiếu quà tặng (tiếng Anh: Voucher, phát âm tiếng Việt như là Vâu-chờ) hay phiếu giảm giá hoặc phiếu thưởng/phiếu mua hàng là một loại phiếu biên lai giao dịch có thể hoàn lại có giá trị tiền tệ nhất định và chỉ có thể được chi tiêu vì những lý do cụ thể hoặc theo từng mặt hàng cụ thể. Thuật ngữ phiếu mua hàng hay phiếu quà tặng cũng đồng nghĩa với biên lai và thường được dùng để chỉ các biên lai được sử dụng làm bằng chứng, chẳng hạn như tuyên bố rằng một dịch vụ đã được cung ứng hoặc một khoản chi tiêu đã được thực hiện. Phiếu mua hàng là hình thức nạp tiền phổ biến cho điện thoại di động trả trước ở nhiều quốc gia như Ý và Tây Ban Nha, nơi có hơn 90% người tiêu dùng sử dụng phiếu mua hàng và Vương quốc Anh, nơi có hơn 60% người tiêu dùng mua phiếu mua hàng tại cửa hàng bán lẻ. Ở các quốc gia khác như Hoa Kỳ, Ireland và nhiều quốc gia Bắc Âu, ngày càng có xu hướng khách hàng sử dụng các tùy chọn nạp tiền không thẻ như thanh toán trực tuyến hoặc bằng cách sử dụng điện thoại di động để gọi cho nhà điều hành và nạp tiền với người đại diện (CSR) hoặc thông qua hệ thống IVR (Phản hồi bằng giọng nói tương tác).
Phiếu thưởng được sử dụng trong lĩnh vực du lịch chủ yếu làm bằng chứng về quyền sử dụng dịch vụ của một khách hàng được ghi danh (nêu tên) tại một thời gian và địa điểm cụ thể. Các nhà cung cấp dịch vụ thu thập chúng để trả lại cho công ty lữ hành hoặc đại lý du lịch đã gửi khách hàng đó để chứng minh rằng họ đã cung cấp dịch vụ. Trong lĩnh vực kế toán thì đây là một tài liệu kế toán thể hiện ý định nội bộ để thanh toán cho một thực thể bên ngoài, chẳng hạn như nhà cung cấp hoặc nhà cung cấp dịch vụ. Phiếu thưởng thường được tạo sau khi nhận được hóa đơn của nhà cung cấp, sau khi hóa đơn được khớp thành công với đơn đặt hàng. Chứng từ sẽ bao gồm thông tin chi tiết về người nhận thanh toán, số tiền thanh toán, mô tả giao dịch. Trong hệ thống tài khoản phải trả, một quy trình được gọi là "chạy thanh toán" (Payment run) được thực hiện để tạo ra các khoản thanh toán tương ứng với các chứng từ chưa thanh toán. Sau đó, các khoản thanh toán này có thể được giải ngân hoặc giữ lại theo quyết định của người giám sát tài khoản phải trả hoặc công ty người kiểm soát.